# Marquesado de Isasi
El marquesado de Isasi es un título nobiliario hereditario del Reino de España que la reina Isabel II otorgó el 7 de octubre de 1858 a Dña. Joaquina de Silva-Bazán y Fernández de Córdoba (Madrid, España, 3 de diciembre de 1836-Madrid, España, 14 de febrero de 1913), Dama de la Orden de las Damas Nobles de la Reina María Luisa.

## Marqueses de Isasi
|                        | Titular                                        | Periodo                |
| Creación por Isabel II | Creación por Isabel II                         | Creación por Isabel II |
| ---------------------- | ---------------------------------------------- | ---------------------- |
| I                      | Joaquina de Silva-Bazán y Fernández de Córdoba | 1858-1913              |
| II                     | María Joaquina Chacón y Silva-Bazán            | 1913-1922              |
| III                    | María del Dulce Nombre de Xifré y Chacón       | 1922-1956              |
| IV                     | Francisco de Borja de Carvajal y Xifré         | 1956-1960              |
| V                      | Jaime Carvajal y Urquijo                       | 1962-presente          |

## Historia de los marqueses de Isasi
- Joaquina de Silva-Bazán y Fernández de Córdoba (Madrid, 3 de diciembre de 1836 - Madrid, 14 de febrero de 1913), i marquesa de Isasi y Dama de la Orden de las Damas Nobles de la Reina María Luisa. Contrajo matrimonio el 14 de diciembre de 1857 Juan Francisco Chacón y Núñez del Castillo, Caballero de la Orden Militar de Calatrava. Le sucedió su hija.

- María Joaquina Chacón y Silva-Bazán (7 de octubre de 1858 - 12 de diciembre de 1922), ii marquesa de Isasi y v condesa de Campo Alegre. Contrajo matrimonio el 23 de octubre de 1876 con José de Xifré y Bëllow-Hamei. Le sucedió su hija.

- María del Dulce Nombre Xifré y Chacón (28 de agosto de 1878 - 26 de septiembre de 1956), iii marquesa de Isasi, vi condesa de Campo Alegre y Dama particular de SS.MM. las reinas Doña María Cristina y Doña Victoria Eugenia. Contrajo matrimonio el 8 de diciembre de 1904 con Francisco de Carvajal Hurtado de Mendoza, ix conde de Fontanar. Le sucedió su hijo.

- Francisco de Carvajal y Xifré, iv marqués de Isasi, vii conde de Campo Alegre, x conde de Fontanar, abogado y Capitán de Complemento en la Guerra Civil Española. Contrajo matrimonio el 19 de noviembre de 1927 Isabel de Urquijo y Landecho. Le sucedió su hijo.

- Jaime Carvajal y Urquijo, v marqués de Isasi, Senador por Designación Real durante la Transición española, Patrono de la Fundación Príncipe de Asturias, Presidente del Banco Urquijo, Presidente de Ford España, Presidente de Ericsson España, y miembro del Consejo de Indra, Abengoa, Unión Fenosa, Repsol, Telefónica y Ferrovial entre otros. Contrajo matrimonio el 6 de septiembre de 1962 con María Isabel de Hoyos y Martínez de Irujo v marquesa de Hoyos, xvi marquesa de Almodóvar del Río.